# Pierre-Yves Macé
Pour les articles homonymes, voir Macé.
Pierre-Yves Macé, né le 3 janvier 1980, est un compositeur français.

## Biographie
Sa musique brasse plusieurs écritures (composition instrumentale et vocale, création électroacoustique, art sonore) avec une prédilection marquée pour la pluridisciplinarité. Après des études musicales et littéraires, il sort son premier disque Faux-Jumeaux en 2002 sur Tzadik, le label de John Zorn. Suivent plusieurs publications sur les labels Sub Rosa, Orkhêstra et Brocoli. Le son enregistré, le document sonore et l’archive sont au cœur de sa musique, travaillés par  des gestes de recyclage ou de citation. Entamé en 2010, le cycle in-progress Song Recycle pour piano et haut-parleur reprend et transforme une sélection de performances vocales amateur récoltées sur YouTube.
Sa musique est interprétée par les ensembles Ictus, l'Ensemble intercontemporain (dirigé par Matthias Pintscher, Enno Poppe) Cairn, l’Instant Donné, l’Orchestre de chambre de Paris, le Hong Kong Sinfonietta dirigé par Gábor Káli, l’ensemble vocal Les Cris de Paris dirigé par Geoffroy Jourdain, le pianiste Denis Chouillet, la soprano britannique Natalie Raybould, le clarinettiste Sylvain Kassap, le Quatuor Amôn, l’Ensemble d’Improvisateurs Européens (EIE), le collectif 0 (“zéro”). Il est invité par le Festival d'automne à Paris (monographie en 2012 au Théâtre des Bouffes du Nord, puis en 2016 et 2020), les festivals Donaueschinger Musiktage (Donaueschingen), Villette Sonique, Présences Électronique (Paris), Ars Musica (Bruxelles) Les Musiques, MIMI (Marseille), Octobre en Normandie (Rouen), AngelicA (Bologne), Santarcangelo (Rimini, IT), Akousma (Montréal, CA)… 
Il collabore avec les artistes Hippolyte Hentgen, les écrivains Mathieu Larnaudie, Philippe Vasset, Pierre Senges, Julien d’Abrigeon, compose la musique  pour les spectacles de Sylvain Creuzevault, Christophe Fiat, Joris Lacoste, Elizabeth Streb, Anne Collod, Fabrice Ramalingom, Marinette Dozeville, Marianne Baillot, Louis-Do de Lencquesaing. Il collabore régulièrement aux activités du collectif l’Encyclopédie de la parole, pour lequel il co-signe avec le metteur en scène Joris Lacoste la Suite no3 en 2017, puis la Suite no 4 en 2020 avec Joris Lacoste et Sébastien Roux. En 2013-2014, il compose des virgules radiophoniques pour l’émission “Boudoirs et autres” de Gérard Pesson sur France Musique.
En 2014, il est lauréat de la résidence Hors les murs (Institut Français) pour le projet Contreflux.
En 2016-2017, il est compositeur associé à l'Orchestre de chambre de Paris.
Musicographe, il écrit par ailleurs pour les revues Mouvement, Accents, Labyrinthe, La Nouvelle Revue d'esthétique, la base de données Brahms de l'Ircam. Il soutient en 2009 sa thèse de doctorat en musicologie à l'université Paris-VIII. Une version de sa thèse paraît aux Presses du réel en 2012 sous le titre Musique et document sonore.

## Filmographie
- 2005 Première Séance (film, 2005), court métrage de Louis-Do de Lencquesaing

## Discographie
- 2002 : Faux-Jumeaux, Tzadik
- 2005 : Circulations[1], Sub rosa
- 2006 : Crash_test ii (tensional integrity) (avec le quatuor pli), Orkhêstra
- 2009 : Passagenweg[2], Brocoli
- 2012 : Miniatures - Song Recycle[3], Brocoli
- 2013 : Segments et Apostilles, Tzadik
- 2019 : Rhapsodie sur fond vert[4], Brocoli
- 2021 : Phonotopies (Paris) / 22-06-15 (avec Silvain Vanot), LP Brocoli
- 2022 : L'effet rebond (version iridium), (avec Sylvain Chauveau), Sub Rosa